# Международный антальский кинофестиваль
Международный антальский кинофестиваль (раннее название — Международный антальский кинофестиваль «Золотой апельсин»; тур. Uluslararası Antalya Film Festivali) — международный кинофестиваль в Турции. Крупнейший и старейший в стране. Проводится с 1964 года осенью. В настоящее время проводится при поддержке Городского муниципалитета Антальи, Фонда культуры и искусств Антальи и компании Cam Piramit. Аккредитован Международной федерацией ассоциаций кинопродюсеров.
Основан Городским муниципалитетом Антальи в 1950-х годах. До 2005 года назывался Анталийский кинофестиваль «Золотой апельсин». С 2005 по 2015 год — Международный анталийский кинофестиваль «Золотой апельсин». С 2015 года из названия было убрано «Золотой апельсин» по аналогии с ведущими международными кинофестивалями. По словам главы муниципалитета Антальи Мендереса Тюреля, наличие дополнительного названия «Золотой апельсин» вредит имиджу кинофестиваля и города, и не способствует повышению авторитетности фестиваля в международном сообществе.

## История
Кинофестиваль несколько раз проводился в амфитеатре Аспендос под открытым небом.
В 2012 году на кинофестивале «Золотой апельсин» российская актриса Анна Андрусенко победила в номинации «Лучшая актриса», получив премию за роль Кати в турецком фильме «Прощай, Катя», став первой и единственной россиянкой, получившей приз на этом фестивале.
В 2014 году документальный фильм Реяна Туви «Быть лицу любви, пока есть лицо Земли», посвящённый массовым протестам в парке Гези в Стамбуле, был снят с конкурса по решению суда по статьям 125 (оскорбление чести и достоинства) и 299 (оскорбление президента) Уголовного кодекса Турции.

## Статуэтка
На кинофестивале до 2005 года вручалась позолоченная статуэтка Венеры. В 2005—2008 годах внешний вид статуэтки был изменён. С 2009 года вручается статуэтка в прежнем виде, где Венера в левой руке держит апельсин.

## Номинации
- Лучший фильм (₺400 000)[4]
- Лучший режиссёр (₺55 000)
- Лучший сценарий (₺35 000)
- Лучший оператор-постановщик (₺30 000)
- Лучшая музыка (₺30 000)
- Лучшая актриса
- Лучший актёр
- Лучшая актриса второго плана
- Лучший актёр второго плана
- Лучшие спецэффекты
- Лучший художник-постановщик
- Лучший дебютный фильм (₺55 000)
- Поощрительный приз Антальи (₺70 000)

Специальный приз жюри:
- Специальный приз Авни Толуная
- Специальный приз Бехлюля Дала

Национальный конкурс документального кино:
- Лучший документальный фильм (₺15 000)
- Лучший дебютный документальный фильм (₺5 000)

Конкурс короткометражных фильмов:
- Лучший короткометражный фильм (₺10 000)

Народная премия:
- 1 место (₺30 000)
- 2 место (₺20 000)
- 3 место (₺10 000)

## 2024
Фестиваль пройдёт с 5 по 12 октября. Будут представлены 12 полнометражных фильмов из Ирландии, Италии, Германии, Бельгии, Норвегии, Дании, Польши, Швеции, Азербайджана, Турции, Боливии, Чили, Мексики, Франции, Эквадора, США, Австрии и Уругвая.
Будут показаны полнометражные фильмы «Не отпускай меня» («Agarrame Fuerte»); «Арман» («Armand»), «Базилика» («Basileia»), «Уничтожь их всех» («Bring Them Down»), «Похититель собак» («El Ladrón de Perros»), «Часы посещения» («La Prisonnière de Bordeaux»), «Девушка с Шишли» («Pigen Med Nålen»), «Свидетельница» («Shahed») и «Возвращение» («The Return»).